# Grijze muisspecht
De grijze muisspecht (Sittasomus griseicapillus) is een zangvogel uit de familie Furnariidae (ovenvogels).

## Verspreiding en leefgebied
Deze soort komt voor van Mexico tot het noorden van Argentinië en telt 15 ondersoorten:
- S. g. jaliscensis: Mexico.
- S. g. gracileus: Yucatán (Zuidoost-Mexico), noordelijk Guatemala en Belize.
- S. g. sylvioides: van zuidoostelijk Mexico tot noordwestelijk Colombia.
- S. g. perijanus: Perijágebergte (noorden van Colombia en noordwesten van Venezuela).
- S. g. tachirensis: noordelijk Colombia en westelijk Venezuela.
- S. g. griseus: noordelijk Venezuela en Tobago.
- S. g. aequatorialis: westelijk Ecuador en noordwestelijk Peru.
- S. g. amazonus: van zuidoostelijk Colombia en zuidelijk Venezuela tot oostelijk Ecuador, oostelijk Peru en westelijk Brazilië.
- S. g. axillaris: zuidoostelijk Venezuela, de Guyana's en noordelijk Brazilië.
- S. g. viridis: noordelijk en centraal Bolivia.
- S. g. transitivus: centraal Brazilië.
- S. g. griseicapillus: zuidelijk Bolivia, Paraguay, zuidwestelijk Brazilië en noordwestelijk Argentinië.
- S. g. reiseri: noordoostelijk Brazilië.
- S. g. olivaceus: oostelijk Brazilië.
- S. g. sylviellus: van zuidoostelijk Brazilië tot noordoostelijk Argentinië.

## Status
De grootte van de populatie is niet gekwantificeerd. Aangenomen wordt dat de aantallen licht dalen, maar omdat deze soort een ontzettend groot verspreidingsgebied heeft is de status niet bedreigd op de Rode lijst van de IUCN.